# Sclage
Sclage is een gehucht in Bousval, deelgemeente van de stad Genepiën in de Belgische provincie Waals-Brabant.
Het gehucht ligt twee kilometer ten noorden van het dorpscentrum van Bousval. Ten noorden van Sclage ligt de vallei van de Cala. Het gehucht Wanroux ligt een halve kilometer ten noordoosten van Sclage, aan de overkant van de Cala.

## Geschiedenis
Op de Ferrariskaart uit de jaren 1770 wordt hier het gehucht Sclage al aangeduid. De Atlas der Buurtwegen uit 1841 en de Vandermaelenkaart uit het midden van de 19de eeuw tonen het verder uitgegroeide gehucht Sclage.
In 1897 besliste men hier een schooltje in te richten voor gemengd onderwijs. De École du Sclage opende in 1900. De school sloot haar deuren weer halverwege de jaren 1960.
Op 10 mei 1940, aan het begin van de Tweede Wereldoorlog, werd Sclage getroffen door een Duits luchtbombardement.
Deelgemeenten: Baisy-Thy · Bousval · Genepiën · Glabais · Houtain-le-Val · Loupoigne · Oud-Genepiën · Ways

Overige plaatsen: La Bruyère · Bruyère Madame · Baisy · Basse-Laloux · Le Chantelet· Chênemont · Dernier Patard · La Falise · Ferrières · Les Flamandes · Fonteny · Foriest · Fosty · Hattain · Houtain-le-Mont · La Hutte · La Motte  · Loncée · Maison du Roi · Noirhat · Pallandt · Promelles · Quatre Bras · Ry-d'Hez · Sclage · Thy · Trou-du-Bois · Vieux Manants · Wanroux

Belgische gemeenten · Arrondissement Nijvel · Waals-Brabant · Wallonië